# Khed
Khed es una ciudad y  municipio situada en el distrito de Ratnagiri en el estado de Maharashtra (India). Su población es de 16892 habitantes (2011). Se encuentra a orillas del río Jagbudi, a 114 km de Pune.

## Demografía
Según el censo de 2011 la población de Khed era de 16892 habitantes, de los cuales 8151 eran hombres y 8741 eran mujeres. Khed tiene una tasa media de alfabetización del 94,33%, superior a la media estatal del 82,34%: la alfabetización masculina es del 96,68%, y la alfabetización femenina del 92,17%.